# Don Collier
Don Collier (Santa Monica (Californië), 17 oktober 1928 – Harrodsburg, 13 september 2021) was een Amerikaanse acteur.

## Biografie
Collier ging na de middelbare school bij de Amerikaanse marine en werd ingezet in de Tweede Wereldoorlog. Vervolgens trad hij toe tot de Amerikaanse koopvaardij. Tijdens zijn eerste zeereis werd hij naar huis geroepen omdat zijn enige zus ernstig ziek was en uiteindelijk overleed. Hij stopte toen met zijn carrière in de zeevaart en begon te studeren aan de Hardin-Simmons University in Texas met een Amerikaanse voetbalbeurs. Na een jaar verhuisde hij naar de Brigham Young University in Utah.
Hij begon zijn acteercarrière eind jaren 1950, voornamelijk in het westen. Hij maakte zijn acteerdebuut in een gastrol in de westernserie The Deputy met Henry Fonda in de hoofdrol. Na andere kleine rollen, waaronder in Bonanza, ontving hij de hoofdrol van plaatsvervangend marshall Will Foreman in de serie Outlaws in 1960, die hij in twee seizoenen speelde in een totaal van 49 afleveringen. Na het einde van de serie speelde hij aanvankelijk enkele gastrollen in series zoals The Virginian en Gunsmoke. Tussen het midden en de late jaren 1960 verscheen hij ook in verschillende succesvolle speelfilms, zoals Paradise met Elvis Presley, Hawaiian Style en 5 Card Stud met Robert Mitchum en Dean Martin. Hij verscheen ook in drie John Wayne westerns zoals El Dorado, The Giant en The Undefeated.
Hij verwierf bekendheid onder het Amerikaanse televisiepubliek als ranchvoorman Sam Butler in de westernserie The High Chaparral, die hij tussen 1967 en 1971 in 62 afleveringen portretteerde. De rest van de jaren 1970 was hij vooral te zien in gastoptredens in series als The Waltons en Little House on the Prairie. In 1978 speelde hij samen met James Arness en Bruce Boxleitner in de westernminiserie How the West Was Won en werd het jaar daarna gekenmerkt als Frank Dalton in de televisiefilm The Last Ride of the Dalton Gang. In de jaren 1980 speelde hij de rol van admiraal Russ Carton in de miniseries Winds of War en War and Remembrance. Tussen 1989 en 1992 speelde hij de terugkerende bijrol van winkeleigenaar William Tompkins in de serie The Young Riders, waarin Stephen Baldwin de historische figuur van William Frederick Cody portretteerde. Hij verscheen toen naast Kurt Russell en Val Kilmer in Tombstone en in verschillende televisiefilms. 
Collier was getrouwd en heeft zes kinderen. Hij overleed op 92-jarige leeftijd aan longkanker.

## Filmografie

### Film
- 1960: Twelve Hours to Kill
- 1966: El Dorado
- 1966: Paradise, Hawaiian Style
- 1967: The War Wagon
- 1968: 5 Card Stud
- 1969: The Undefeated
- 1970: Flap
- 1993: Tombstone
- 1993: Benefit of the Doubt

### Televisie
- 1960: Bonanza
- 1960–1962: Outlaws
- 1964: The Virginian
- 1964: Perry Mason
- 1964: Gunsmoke
- 1967–1971: The High Chaparral
- 1973: The Waltons
- 1976: Little House on the Prairie
- 1978: How the West Was Won
- 1979: The Last Ride of the Dalton Gang
- 1983: The Winds of War
- 1987: Highway to Heaven
- 1988–1989: War and Remembrance
- 1989–1992: The Young Riders
- 1992: Renegade
- 1992: Gunsmoke: To the Last Man
- 1994: Gunsmoke: One Man's Justice
- 1995: Bonanza: Under Attack